# Virginal-Samme
Virginal-Samme is een dorp in de Belgische provincie Waals-Brabant en een deelgemeente van Itter. De oostgrens van de deelgemeente wordt gevormd door de Senette.

## Geschiedenis
Op het eind van het ancien régime werden de dorpen Virginal en Samme beide een gemeente. Deze gemeenten werden al in 1808 opgeheven en samengevoegd tot Virginal-Samme.
In 1977 werd Virginal-Samme een deelgemeente van Itter. Een noordelijke uitloper van het grondgebied langs het Kanaal Charleroi-Brussel werd afgestaan aan Oostkerk, dat naar de gemeente Tubeke ging.

## Bezienswaardigheden
- De Tour d'Asquempont is een poortgebouw die een zijriviertje van de Sennette doorlaat en bestaat uit twee donjons: één op vierkante en één op rechthoekige plattegrond. Gebouwd vóór 1196 en bestaande uit brokken schjisteuze zandsteen. In 1632 nog gewijzigd.
- Diverse industriële gebouwen, zoals van de glasfabriek Verreries de Fauquez, de spinnerij Filature Catala en de papierfabriek Papeteries de Virginal.
- De Sint-Pieterskerk (Église Saint-Pierre) is een neoclassicistisch bouwwerk van 1827-1828.

## Natuur en landschap
Virginal-Samme ligt ten westen -en feitelijk boven- het Kanaal Charleroi-Brussel dat door de vallei van de Sennette loopt. De omgeving is bosrijk met in het zuiden het Bos van La Houssière. De hoogte aan de kerk bedraagt 120 meter. De Sennette ligt hier op 56 meter hoogte.

## Demografische ontwikkeling
- Bronnen:NIS, Opm:1831 tot en met 1970=volkstellingen

## Nabijgelegen kernen
Hennuyères, Oisquercq, Ittre, Ronquières, 's-Gravenbrakel